# Mokdad Sifi
Mokdad Sifi (arabisch مقداد سيفي, DMG Muqdād Sīfī; * 21. April 1940 in Tebessa) war von 1994 bis 1995 Premierminister von Algerien.
Als Nachfolger von Redha Malek wurde Sifi von Staatspräsident Liamine Zéroual am 11. April 1994 zum Premierminister ernannt. Wegen seiner Erfolglosigkeit im Kampf gegen den islamistischen Terror wurde er aber bereits am 30. Dezember 1995 durch Ahmed Ouyahia ersetzt.
Bei den Präsidentenwahlen von 1999 trat er als unabhängiger Kandidat an, landete aber mit 226.139 Stimmen (2,2 %) nur auf dem sechsten Rang.
| Personendaten    | Personendaten         |
| ---------------- | --------------------- |
| NAME             | Sifi, Mokdad          |
| KURZBESCHREIBUNG | algerischer Politiker |
| GEBURTSDATUM     | 21. April 1940        |
| GEBURTSORT       | Tebessa, Algerien     |